# Stephen Gogolev
Stephen Gogolev (Toronto, Canadá; 22 de diciembre de 2004) es un patinador artístico sobre hielo canadiense. Medallista de oro del Campeonato Júnior de Canadá 2017 y campeón de la Serie del Grand Prix Júnior 2018-2019.

## Carrera
Nació en diciembre de 2004 en Toronto, Canadá. Tiene nacionalidad rusa y canadiense, compite para Canadá. Comenzó a patinar a la edad de seis años, entrenado en Rusia por Aleksander Tarásov y al mudarse a Canadá comenzó a entrenar con Brian Orser pero cambió a Lee Barkell. Compitiendo en nivel amateur logró varios podios en competiciones nacionales. En su debut internacional amateur, ganó el oro en la Copa Printemps de 2016. En nivel júnior, Gogolev debutó en el Skate Canada Challenge 2017 y el Campeonato Júnior de Canadá, pruebas donde ganó el oro. A nivel nacional, el patinador compitió solo en eventos de nivel sénior, como el Skate Canada Challenge de 2018, donde se ubicó en el cuarto lugar general.
Su debut en nivel júnior internacional fue en la prueba de Grand Prix Júnior de Bratislava 2018, donde ganó la medalla de oro con un total de 226.63 puntos, logró aterrizar saltos cuádruple lutz, toe y una combinación cuádruple salchow triple toe, es el primer patinador canadiense en lograr el cuádruple lutz en competición. Su segunda asignación fue el Grand Prix Júnior de Canadá, donde cayó al quinto puesto general y fue elegido suplente para la Final del Grand Prix Júnior 2018-2019. Con la salida del estadounidense Andrew Torgashev de la final, Gogolev entró de suplente. En el programa corto se ubicó en el segundo lugar y en el programa libre logró el primer lugar, asegurando la medalla de oro y una puntuación de 233.58, el primer récord en nivel júnior internacional de la temporada 2018-2019. Competirá en el Campeonato Nacional de Canadá 2019 en nivel sénior.

### Programas
|           | Programa corto                     | Programa libre                                                            | Exhibición                  |
| --------- | ---------------------------------- | ------------------------------------------------------------------------- | --------------------------- |
| 2018-2019 | Run Boy Run de Yoann Lemoine       | Sherlock Holmes (banda sonora) de Hans Zimmer Coreografía de David Wilson | Stole the Show de Kygo      |
| 2017–2018 | Run Boy Run de Yoann Lemoine       | La flauta mágica y Eine kleine Nachtmusik de Wolfgang Amadeus Mozart      |                             |
| 2016–2017 | Live and Let Die de David Garrett  | La flauta mágica y Eine kleine Nachtmusik de Wolfgang Amadeus Mozart      | Run Boy Run de Woodkid      |
| 2015–2016 | Les Patineurs de Giacomo Meyerbeer | Sing, Sing, Sing y Harlem Nocturne                                        | Spider man de Michael Bublé |
| 2014–2015 | In 3s de Beastie Boys              | Cello Wars de The Piano Guys                                              |                             |

### Resultados detallados
- Mejores marcas personales aparecen en negrita

| Temporada 2018-2019                      | Temporada 2018-2019                   | Temporada 2018-2019 | Temporada 2018-2019 | Temporada 2018-2019 | Temporada 2018-2019 |
| Fecha                                    | Evento                                | Nivel               | Programa corto      | Programa libre      | Total               |
| ---------------------------------------- | ------------------------------------- | ------------------- | ------------------- | ------------------- | ------------------- |
| 14–20 de enero de 2019                   | Campeonato Nacional de Canadá 2019    | Sénior              |                     |                     |                     |
| 6–9 de diciembre de 2018                 | Final del Grand Prix Júnior 2018-2019 | Júnior              | 2 78.82             | 1 154.76            | 1 233.58            |
| 12–15 de septiembre de 2018              | Grand Prix Júnior de Canadá 2018      | Júnior              | 7 63.63             | 5 124.04            | 5 187.67            |
| 22–25 de agosto de 2018                  | Grand Prix Júnior de Eslovaquia 2018  | Júnior              | 1 77.67             | 1 148.96            | 1 226.63            |
| Temporada 2017-2018                      |                                       |                     |                     |                     |                     |
| Fecha                                    | Evento                                | Nivel               | Programa corto      | Programa libre      | Total               |
| 8–14 de enero de 2018                    | Campeonato Nacional de Canadá 2018    | Sénior              | 11 72.61            | 9 148.20            | 10 220.81           |
| 29 de noviembre - 3 de diciembre de 2017 | Skate Canada Challenge de 2018        | Sénior              | 7 63.77             | 4 136.36            | 4 200.13            |
| Temporada 2016-2017                      |                                       |                     |                     |                     |                     |
| Fecha                                    | Evento                                | Nivel               | Programa corto      | Programa libre      | Total               |
| 14–19 de febrero de 2017                 | Abierto de Baviera 2017               | Amateur             | 3 41.41             | 1 99.11             | 1 140.52            |
| 16–22 de enero de 2017                   | Campeonato Júnior de Canadá 2017      | Júnior              | 2 67.18             | 1 142.88            | 1 210.06            |
| 30 de noviembre - 4 de diciembre de 2016 | Skate Canada Challenge de 2017        | Júnior              | 1 76.24             | 1 138.77            | 1 215.01            |